# Joachim Wichmann
Joachim Wichmann (Berlino, 8 dicembre 1917 – Dießen am Ammersee, 22 maggio 2002) è stato un attore e doppiatore tedesco.

## Biografia
Dopo gli studi di recitazione recita a Halberstadt, Hildesheim, Basel, Zürich, München e Göttingen, dove rappresenta anche una sua opera al Deutsches Theater Göttingen.
Recita in diverse serie televisive come Georg Zapf in Inspektion Lauenstadt e Büro, Büro. 
È noto per le sue apparizioni in serie ZDF come Der Kommissar, Der Alte, Tatort, L'ispettore Derrick e Un caso per due.

## Teatro
- Wenn der Weg endet, 1955
- Keine Zeit für Heilige, 1958
- Eine kleine Traumfabrik, musikalisches Lustspiel, (Musica: Konrad Elfers) 1959
- Der Feigling und die Tänzerin, Komödie, 1962
- Signal der Kirschblüte, 1963
- Die Legende von Meyer III. Ein Stück ohne Zeit, 1965
- Reiner Zufall, Krimalstück, 1982